# Лагервард, Хеймен
Хеймен Лагервард (нидерл. Heimen Lagerwaard; 23 апреля 1929, Кралингсевер, Южная Голландия — 29 декабря 2006, Роттердам, Южная Голландия) — нидерландский тренер и футболист, игравший на позиции защитника. В период 1950 по 1963 год выступал за роттердамский «Эксельсиор», провёл за команду 250 матчей.
В составе национальной сборной Нидерландов отыграл один товарищеский матч. В игре против Норвегии, состоявшейся 27 сентября 1953 года, Лагервард вышел на замену на 70-й минуте, а его команда в гостях крупно уступила со счётом 4:0.

## Статистика

### Матчи Лагерварда за сборную Нидерландов
| Матчи Лагерварда за сборную Нидерландов | Матчи Лагерварда за сборную Нидерландов | Матчи Лагерварда за сборную Нидерландов | Матчи Лагерварда за сборную Нидерландов | Матчи Лагерварда за сборную Нидерландов | Матчи Лагерварда за сборную Нидерландов |
| --------------------------------------- | --------------------------------------- | --------------------------------------- | --------------------------------------- | --------------------------------------- | --------------------------------------- |
| №                                       | Дата                                    | Соперник                                | Счёт                                    | Голы Лагерварда                         | Соревнование                            |
| 1                                       | 27 сентября 1953                        | Норвегия                                | 0:4                                     | —                                       | Товарищеский матч                       |

Итого: 1 матч / 0 голов; 0 побед, 0 ничьих, 1 поражение.